# Laurent Fabius
Laurent Fabius (ur. 20 sierpnia 1946 w Paryżu) – francuski polityk. Deputowany, minister, w latach 1984–1986 premier Francji, przewodniczący Zgromadzenia Narodowego (1988–1992, 1997–2000), pierwszy sekretarz Partii Socjalistycznej (1992–1993), w latach 2016–2025 przewodniczący Rady Konstytucyjnej.

## Życiorys
Syn André Fabiusa (1908–1984), antykwariusza pochodzącego z rodziny Żydów aszkenazyjskich, którzy przeszli na katolicyzm podczas II wojny światowej, oraz Louise Strasburger-Mortimer (1911–2010), pochodzącej z USA. Absolwent uczelni paryskich: École normale supérieure i Instytutu Nauk Politycznych, a także École nationale d’administration. Pracował jako audytor we francuskiej Radzie Stanu.
Zaangażował się także w działalność socjalistów. W drugiej połowie lat 70. stał się jednym z najbliższych współpracowników François Mitterranda. Od 1977 zajmował różne funkcje w administracji terytorialnej. Do 1995 był zastępcą mera Le Grand-Quevilly w Normandii, następnie przez pięć lat merem tej miejscowości. W 2000 ponownie objął stanowisko zastępcy mera.
W 1978 po raz pierwszy został wybrany do Zgromadzenia Narodowego. Od tego czasu w każdych kolejnych wyborach do 2012 włącznie skutecznie ubiegał się o reelekcję w departamencie Sekwana Nadmorska, rezygnując z mandatu poselskiego na czas sprawowania urzędów w administracji rządowej. Od 1989 do 1992 zasiadał w Grupie Socjalistów w Parlamencie Europejskim. Pracował w Komisji ds. Instytucjonalnych.
W latach 1981–1983 w pierwszych gabinetach Pierre’a Mauroy był ministrem delegowanym ds. budżetu. W trzecim rządzie tego premiera do 1984 sprawował urząd ministra badań naukowych i przemysłu. W okresie od 19 lipca 1984 do 20 marca 1986 stał na czele francuskiego rządu, będąc najmłodszym premierem w historii V Republiki.
W 1988 po raz pierwszy został przewodniczącym niższej izby francuskiego parlamentu, funkcję tę pełnił do 1992. Dwukrotnie bez powodzenia ubiegał się o przywództwo w Partii Socjalistycznej, przegrywając z Lionelem Jospinem. W 1992 ostatecznie objął stanowisko pierwszego sekretarza partii, zrezygnował jednak z niego już w kolejnym roku po słabych wynikach PS w wyborach parlamentarnych. Po sukcesie socjalistów w 1997 Laurent Fabius po raz drugi stanął na czele Zgromadzenia Narodowego. W 2000 objął natomiast stanowisko ministra gospodarki, finansów i przemysłu w zrekonstruowanym gabinecie Lionela Jospina; urząd ten sprawował do 2002.
Przed referendum z 2005, wbrew oficjalnego stanowisku PS, publicznie wzywał do odrzucenia tzw. Konstytucji dla Europy. Ubiegał się o nominację swojego ugrupowania na wybory w 2007, przegrał jednak wewnątrzpartyjną rywalizację m.in. z Ségolène Royal.
16 maja 2012 objął urząd ministra spraw zagranicznych w rządzie, którego premierem został Jean-Marc Ayrault. Utrzymał to stanowisko także w drugim rządzie tego samego premiera (od 21 czerwca 2012), uzyskując wcześniej w wyborach parlamentarnych mandat deputowanego do Zgromadzenia Narodowego XIV kadencji. 2 kwietnia 2014 ponownie powołany na ministra spraw zagranicznych (i rozwoju międzynarodowego) w rządzie Manuela Vallsa. Pozostał nim również w utworzonym w sierpniu 2014 drugim rządzie tegoż premiera.
W 2015 był przewodniczącym konferencji Narodów Zjednoczonych w sprawie zmian klimatu (COP21), podczas której przyjęto paryskie porozumienie klimatyczne. Zakończył urzędowanie na stanowisku ministra 11 lutego 2016 w związku z ogłoszonymi przez prezydenta planami powołania go na przewodniczącego Rady Konstytucyjnej. Funkcję tę objął 8 marca 2016; sprawował ją do 7 marca 2025.

## Odznaczenia
Odznaczony m.in. Legią Honorową II klasy (2017) oraz Orderem Narodowym Zasługi I klasy (1984). W 1991 został wyróżniony Krzyżem Wielkim Orderu Zasługi Rzeczypospolitej Polskiej, a w 2012 Krzyżem Komandorskim z Gwiazdą Orderu Odrodzenia Polski.

## Skład rządu Laurenta Fabiusa[10]
- Laurent Fabius – premier

Laurent Fabius, 2007

- Gaston Defferre – minister stanu, minister planowania regionalnego
- Claude Cheysson – minister spraw zagranicznych, 7 grudnia 1984 stanowisko to objął Roland Dumas
- Roland Dumas – minister stosunków europejskich, do 7 grudnia 1984
- Charles Hernu – minister obrony, 20 września 1985 stanowisko to objął Paul Quilès
- Pierre Joxe – minister spraw wewnętrznych i decentralizacji
- Pierre Bérégovoy – minister gospodarki, finansów i budżetu
- Édith Cresson – minister rozwoju przemysłu i handlu zagranicznego
- Michel Delebarre – minister pracy
- Robert Badinter – minister sprawiedliwości, 19 lutego 1986 stanowisko to objął Michel Crépeau
- Jean-Pierre Chevènement – minister edukacji narodowej
- Michel Rocard – minister rolnictwa, 4 kwietnia 1985 stanowisko to objął Henri Nallet
- Huguette Bouchardeau – minister środowiska
- Paul Quilès – minister transportu, urbanizacji i mieszkalnictwa, 20 września 1985 stanowisko to objął Jean Auroux
- Michel Crépeau – minister handlu i turystyki, 19 lutego 1986 stanowisko to objął Jean-Marie Bockel
- Hubert Curien – minister badań naukowych i technologii
- Georgina Dufoix – minister stosunków społecznych i solidarności
- Jack Lang – minister kultury, od 7 grudnia 1984
- Edgard Pisani – minister ds. Nowej Kaledonii, od 21 maja do 15 listopada 1985
- Yvette Roudy – minister praw kobiet, od 21 maja 1985
- Louis Mexandeau – minister poczty, od 15 listopada 1985